# Bhavabhuti
Bhavabhuti, näst Kalidasa och "Lervagnens" författare Indiens mest betydande dramatiske författare, levde i början av 700-talet. Ännu finns i behåll tre skådespel, som obestridligt är författade av honom. Ett av dem, "Malatimadhava" ("Malati och Madhava"), ett borgerligt drama i 10 akter, vars handling är hämtad från det indiska sällskapslivet, är utmärkt genom figurernas ypperliga karakteristik (översatt av Wilson i "Hindu theatre", till tyska av Fritze 1884, till franska av Strehly 1885). Innehållet i de båda andra dramerna är hämtat från hjältedikten Ramayana. Deras titlar är "Mahaviraharita" ("den store hjältens liv"; utgavs 1848 av Trithen, av Borooah 1877; översatt till engelskan av Pickford) och "Uttararamaharita"  ("Ramas vidare öden"; utgavs 1831). 